# Synanon
Synanon empezó como un programa de rehabilitación de drogodependientes, fundado en 1958 por Charles E. "Chuck" Dederich Sr., (1913–1997) en Santa Mónica, California. A principios de los años 60, Synanon se formó como una comunidad alternativa centrada en las sesiones truth-telling, denominadas "Synanon Game" (El Juego). Con el paso del tiempo, Synanon pasaría a convertirse en la Iglesia de Synanon durante los años 70. Synanon se disolvería en 1991 debido a que sus miembros fueron condenados por actividades criminales (incluyendo intento de asesinato), delitos financieros, destrucción de evidencias, y terrorismo. Synanon ha sido designado como uno de los cultos más "peligrosos y violentos que América haya visto".

## Principios
Charles Dederich, un alcohólico rehabilitado, dirigente de culto, y miembro de Alcohólicos Anónimos (AA), ya era un afamado conferenciante en las reuniones del movimiento. Las personas que sufrían adicciones a drogas ilegales no siempre eran bienvenidas en AA, ya que se consideraba que sus problemas de adicción eran significativamente diferentes de los que tenían los alcohólicos. Dederich, después de tomar LSD, decidió crear su propio programa para responder a las necesidades de estos drogadictos. A pesar de que se le atribuyó la frase  "hoy es el primer día del resto de vuestra vida", la frase pertenecía a "O primeiro dia", una conocida canción del cantante portugués Sergio Godinho. Después de que su grupo , llamado "Cuidado Amoroso y Tierno", obtuviese un seguidor significativo, Dederich integró la organización en la Fundación Synanon en 1958. La palabra Synanon es de su invención propia.
Synanon empezó como un programa residencial de dos años, pero Dederich pronto concluyó que sus miembros nunca podrían graduarse, ya que una recuperación completa era imposible. El programa se basado sobre los testimonios de miembros del grupo acerca de sus adversidades e impulsos de recaídas, además de su camino hacia la recuperación. La principal diferencia de Synanon con Alcohólicos Anónimos era que incluía tanto a alcohólicos como a consumidores de otras substancias. La Organización Synanon también desarrolló un negocio que vendía productos promocionales, que llegó a generar cerca de 10 millones de dólares por año. 
En 1959, Synanon se trasladó de su pequeño local a un arsenal en la playa. En los inicios de los años 60, Charles utilizaría los medios de comunicación y sus socios en Hollywood para promover su organización. En 1967, Synanon adquirió el Club Casa del Mar, un gran hotel a orillas del mar en Santa Mónica, que sería utilizado como sede y residencia para sus tratamientos contra la drogadicción. Más tarde, Synanon adquiriría un gran edificio que había sido la sede del club atlético Atenas, en Oakland (California), y que también convertiría en residencia para los miembros de Synanon. Allí, personas ajenas a la fundación, podían participar en "El Juego". Los niños eran criados comunalmente en la Escuela Synanon. Los delincuentes juveniles eran frecuentemente derivados a Synanon por los tribunales de California.
Numerosos profesionales, aunque no sufriesen drogadicciones, eran invitados a unirse a Synanon. Entre 1962 y 1963, el psiquiatra de Nueva York Daniel Casriel M.D., fundador de AREBA (a día de hoy, el centro de tratamiento privado contra la adicción más antiguo de los Estados Unidos) y cofundador de Daytop Village (una de las comunidades terapéuticas más grandes del mundo) vivió allí y escribió un libro sobre sus experiencias. El control sobre miembros ocurría a través del Juego. El Juego fue presentado como una herramienta terapéutica, y comparado a una forma de terapia de grupo, siendo criticado como forma de un "control social": los miembros debían humillarse los unos a los otros y así hacer exposición de sus mayores debilidades internas. A mediados de los 70, las mujeres de Synanon debían afeitar sus cabezas, y las parejas casadas eran obligadas a romper y escoger nuevos compañeros. Los hombres fueron forzados a realizarse vasectomías, y a unas cuantas mujeres embarazadas se las presionó para abortar.
Para la película THX 1138, George Lucas necesitó un grupo grande de personas con las cabezas afeitadas, por lo que contrató a algunos miembros de Synanon para hacer de extras. Robert Altman también contrató miembros de Synanon como figuración para las escenas de apuestas en su película California Split.

## Prácticas
La entrada en la comunidad de Synanon requería un fuerte compromiso inicial. Los recién llegados debían ser primero entrevistados por el líder de Synanon para obtener acceso a la comunidad. A su llegada, los nuevos estaban forzados a dejar de forma de consumir de forma abrupta las drogas, pasando el síndrome de abstinencia durante los primeros días del programa. Además, en sus primeros noventa días en la comunidad, los miembros debían cesar contacto con familia y amigos de fuera de la comunidad. 
Durante su primera década, los miembros de Synanon entraban en un programa de uno a 2 años de duración, divididos en tres etapas, pensadas para preparar a los pacientes a reintegrarse mejor en la sociedad. Durante la primera etapa, los miembros hacían trabajos para la comunidad y labores del hogar. En la segunda etapa, trabajaban los exteriores comunitarios pero todavía con residencia dentro de la comunidad. Finalmente, durante la tercera etapa, podían trabajar y vivir fuera de la comunidad, pero todavía debían asistir a reuniones regulares. Después de que Synanon transicionara a una sociedad alternativa en 1968, el programa pasó a ser un programa de rehabilitación "de por vida", con la premisa de que los drogadictos nunca se recuperan lo suficientemente como para volver a la sociedad.
Una de las actividades más distinguidas de la comunidad de Synanon era la práctica terapéutica comúnmente denominada como "The Game" (El Juego). Se trataba de una sesión durante la cual cada participante hablaría sobre sí mismo, para después soportar una intensa crítica por parte de sus compañeros. Durante esta práctica, los miembros eran animados a ser sumamente críticos con todo, utilizando un lenguaje duro. Aun así, a pesar de la naturaleza agresiva del Juego, fuera de él, los miembros eran requeridos a actuar de forma cívica con los demás. El Juego no solo fue la terapia más prominente de Synanon, sino que también sirvió para que los líderes recogieran las opiniones de los miembros de la comunidad. Como no había ninguna jerarquía en El Juego, los participantes podían criticar libremente a los líderes de Synanon, quienes más tarde incluirían tales consideraciones en sus acciones. 
El Juego acabó convirtiéndose en una terapia de hasta 72 horas de duración y Dederich llegó a admitir que era una forma de lavar el cerebro a los miembros: se utilizaba para presionar a las personas a obedecer los designios de Dederich, incitar al aborto y a vasectomías y a cometer actos violentos.
Dederich finalmente cambió su manera de pensar sobre Synanon y lo transformó en un aparente grupo humano progresista. Fomentó la escolarización para los miembros y alentaba al cambio de mentalidad para conseguir mejorar la sociedad exterior. El colegio era dirigido por Al Bauman, quien creía en una filosofía innovadora y cuyo objetivo era que los niños pensaran de forma diferente. La escuela atrajo a abogados, guionistas y ejecutivos, que buscaban educar a sus hijos e hijas en un ambiente progresista.

## Concepto de rehabilitación de por vida
A principios de 1964, las autoridades empezaron a investigar las prácticas de Synanon. El concepto de rehabilitación "de por vida" no seguía las normas terapéuticas, alegando que el grupo de Synanon llevaba a cabo un centro de terapia no autorizado. La Fundación también fue acusada de construir edificios sin permisos legales, además de evasión de impuestos. En cuanto a esta última acusación, Synanon defendió que, al tratarse de una organización religiosa, estaban eximidos del pago de tasas.
A pesar de ello, sus problemas legales continuaron. Los niños que habían sido derivados a Synanon empezaron a escaparse y un "ferrocarril subterráneo" había sido creado en el área para ayudarlos a volver con sus padres. Palizas a oponentes y antiguos miembros de Synanon empezaron a sucederse en California. Un Gran Jurado del condado de Marin emitió un informe en 1978 en el que acusaba a Synanon de abuso de menores, además de desviaciones de dinero hacia Dederich. Este informe también reprochó a las autoridades gubernamentales por su falta de supervisión. 
Aunque muchos periódicos y emisoras del área de San Francisco cubrieron el caso de Synanon, mayoritariamente fueron silenciados por los abogados de la organización tras acusaciones de calumnias. Estos pleitos finalmente resultaron ser parte fundamental de la destrucción de Synanon al proporcionar acceso a los periodistas a sus propios documentos internos.

## Actividad criminal y colapso
A Synanon se le atribuye haber estado implicada en varias actividades criminales, como la desaparición de Rose Lena Cole entre 1972 y 1973. Cole había recibido una orden judicial para unirse a Synanon antes de su desaparición. Desde entonces, no se sabe nada de ella.
En un principio, Synanon rechazaba la violencia; más tarde, Dederich cambió las reglas para permitir la violencia como forma de mantener el control. Muchos de estos actos violentos eran llevados a cabo por un grupo dentro de Synanon apodado "Los Marines Imperiales". Cerca de 80 actos violentos fueron cometidos, incluyendo múltiples palizas que hospitalizaron a adolescentes y a miembros delante de sus familias. Las personas que abandonaban la organización estaban en riesgo de violencia física por ser desertores; un antiguo miembro, Phil Ritter, llegó a ser tan duramente golpeado que su cráneo se fracturó y entró en coma, como un casi letal caso de meningitis bacteriana.
A mediados del año 1978, la NBC reportó una serie de controversias que rodeaban a Synanon. Tras la emisión, varios ejecutivos de la cadena, junto con su presidente corporativo, recibieron centenares de amenazas por parte de Synanon, así como de sus miembros y seguidores. Aun así, la NBC informando de la situación de la "iglesia de Synanon". El Point Reyes Light, un pequeño periódico semanal del condado de Marin, acabaría recibiendo el Premio Pulitzer por Servicios Públicos debido a su cobertura sobre Synanon en un momento en el que las demás agencias no se atrevían a investigar.
Varias semanas después de que la NBC empezara a recibir amenazas, el 10 de octubre de 1978, dos miembros de Synanon pusieron una serpiente de cascabel en el buzón del abogado Paul Morantz, representó a dos exmiembros que habían sido retenidos contra su voluntad en Synanon, ganando la demanda. La serpiente llegó a morderle, por lo que fue hospitalizado durante seis días. Este incidente, así como la repercusión mediática, dio paso a una investigación policial y gubernamental sobre Synanon.
Seis semanas más tarde, el Departamento de Policía de Los Ángeles investigó el rancho de Badger, donde encontraron un discurso grabado por Dederich en el que decía: "No vamos a meternos con el pasado, con las posturas religiosas de poner la otra mejilla... La postura de nuestra religión es: no te metas con nosotros. Puedes acabar muerto, literalmente muerto... Estas son amenazas reales". También añadía: "Están chupándonos la sangre, esperando que juguemos a su estúpido juego. Nosotros haremos las reglas. No veo nada aterrador en ello... Estoy bastante dispuesto a romper las piernas a ciertos abogados, y después rompérselas a su mujer, y amenazarlos con arrancarles los brazos a sus hijos. Este es el final de ese abogado. Es una forma muy satisfactoria y humana de transmitir información. Realmente quiero tener una oreja en un tarro de alcohol encima de mi mesa". Durante la investigación, también se encontraron múltiples denuncias y arrestos contra miembros de Synanon.
Dederich fue detenido borracho el 2 de diciembre de 1978. Dos residentes de Synanon, Joe Musico y Lance Kento (hijo de Stan Kenton) también fueron arrestados y alegaron "nolo contendere" a los cargos de asalto y conspiración de asesinato. Lance Kenton fue sentenciado a un año de prisión. Mientras que sus cómplices fueron a la cárcel, Dederich recibió la condicional porque sus médicos declararon que, debido a su salud, era posible que falleciese en prisión. Como condición, le fue prohibido participar en la gestión de Synanon.
Synanon intentó sobrevivir sin su líder y con una reputación sumamente dañada. Se les revocó la exención de impuestos y se les ordenó pagar 17 millones de dólares en impuestos. Con la Fundación en quiebra, Synanon quedó oficialmente disuelto en 1991.

## La influencia de Synanon en el campo de la modificación de comportamiento
Mel Wasserman, influenciado por su experiencia en Synanon, fundó CEDU Educación, cuyas escuelas utilizaron el modelo de confrontación de Synanon. El modelo CEDU fue ampliamente influyente en el desarrollo de los programas residenciales privados de elección parental, lo que originó la industria de los internados terapéuticos.
El Padre William B. O'Brien, fundador del Daytop Village de Nueva York, incluyó los encuentros grupales de Synanon, así como su enfoque confrontacional, en sus investigaciones sobre los métodos de tratamiento de las adicciones.
La autora, periodista y activista Maia Szalavitz señala la influencia que tuvo Synanon en otros programas, incluyendo Phoenix House, Straight, Incortoporated y los campamentos de entrenamiento militar, además de los ya mencionados.

## Éxitos
A pesar de sus controversias y fracasos, el programa Synanon está acreditado como cura eficaz contra las adicciones. Por ejemplo, a Synanon se le ha reconocido curar, al menos de forma temporal, la adicción a la heroína de músicos como Frank Rehak, Arnold Ross, Joe Pass y Art Pepper (Pepper ha hecho referencia a sus experiencias en Synanon en su autobiografía Straight Life), además de actores como Matthew Beard. En 1962, Pass formó una banda compuesta por pacientes de Synanon que grabaron un álbum titulado Sounds of Synanon. La organización también fue alabada por la speaker motivacional Florrie Fisher en sus discursos dirigidos a estudiantes de instituto, y afirmó que Synanon había curado su adicción a la heroína. Synanon también inspiró la creación de programas exitosos como los de la Fundación Delancey Street, cofundada por John Maher, antiguo paciente. Muchos exmiembros todavía valoran lo que ven como aspectos positivos del programa, principalmente el sentido de comunidad, y continúan en contacto, en persona o en grupos de chats, llegando incluso a empezar negocios juntos.
Una rama de Synanon, fundada en Alemania en 1971, sigue en funcionamiento.

## Representaciones populares
La película Synanon, producida por Columbia Pictures y dirigida por Richard Quine en 1965, estaba localizada y fue rodada en Synanon. Fue protagonizada por Edmond O'Brien como Chuck Dederich, y contaba con actores como Chuck Connors, Stella Stevens, Richard Conte y Eartha Kitt. 
En el episodio 22 de la primera temporada de la serie Mannix, aparece Synanon.
En la canción de Bob Dylan, "Lenny Bruce", de su álbum Shot of Love hay una referencia a Synanon (Bruce "nunca sobrevivió a Synanon"). También se puede encontrar una alusión en la canción "Opening Doors del musical de Stephen Sondheim Merrily We Roll Along, en la que se menciona como el hipotético título de una canción en una revista satírica de los 60. 
La serie de ciencia ficción de 1993 Babylon 5 incluyó una versión de El Juego de Synanon en los episodios "Signs and Portents" y "Comes the Inquisitor".
El centro de tratamiento para la drogadicción "Nuevo Camino", de la novela de 1977 de Philip K. Dick Una mirada a la oscuridad (A Scanner Darkly), tiene numerosas similitudes con Synanon. En su novela de 1981, VALIS, Dick empieza narrando desde el edificio de Oackland de Synanon. 
En la novela de 1977 de Charles Alverson Not Sleeping, Just Dead, el detective privado Joe Goodey intenta resolver un asesinato en El Instituto, una organización que parece más que una simple referencia a Synanon. Alverson vivió en Synanon durante seis meses en 1967 como un residente no adicto.
Synanon es mencionada en el ensayo de 1979 de Joan Didion El Álbum Blanco.
Deborah Swisher, exmiembro de Synanon, cuenta sus experiencias creciendo en varias comunas de Synanon, en su show Hundreds of Sisters and One Big Brother.
Hollywood Park: A Memoir, escrito por Mikel Jollett (fundador de la banda de rock The Airborne Toxic Event) fue publicado en mayo de 2020. En el libro, Jollets describe su vida en Synanon y cómo escapó de allí.